# Гипотрохоида

Гипотрохоида

Гипотрохоида

Гипотрохоида — плоская кривая, образуемая фиксированной точкой, находящейся на фиксированной радиальной прямой окружности, катящейся по внутренней стороне другой окружности.

## Уравнения
Параметрические уравнения в прямоугольной системе:
{\displaystyle {\begin{cases}x=(R-r)\cos \varphi +h\cos \left({R-r \over r}\varphi \right)\\y=(R-r)\sin \varphi -h\sin \left({R-r \over r}\varphi \right)\end{cases}}}
Частным случаем гипотрохоиды (r=h) является гипоциклоида.
| Почему это так                                                                                            |
| --- |
| Вывод уравнений см. в статье Гипоциклоида (отличие в том, что одно слагаемое умножается не на r, а на h). |